# Hawkesara
× Hawkesara, (abreviado Hwkra) en el comercio, es un híbrido intergenérico entre los géneros de orquídeas Cattleya × Cattleyopsis × Epidendrum. Fue publicado en Orchid Rev. Orchid Rev. 76(905, noh): 3 (1968).